# پر ایوار مو
پر ایوار مو (انگلیسی: Per Ivar Moe؛ زادهٔ ۱۱ نوامبر ۱۹۴۴) اسکیت‌باز سرعت اهل نروژ است.